# Lettenbach (Lindenbach)
Der Lettenbach ist ein linker Zufluss zum Lindenbach in Oberbayern. 
Er entsteht bei Grabwiesen, fließt teilweise mäandernd südostwärts und mündet schließlich von links in den Lindenbach.